# Jadwiga Dudziec
Jadwiga Dudziec (ur. 19 marca 1912 w Jaworach Starych, zm. 17 lipca 1944 w Wilnie) – polska „Sprawiedliwa wśród Narodów Świata”.

## Życiorys

### Okres przedwojenny
Urodziła się w gminie Goworowo w powiecie ostrołęckim. Mając 14 lat, rozpoczęła naukę w Prywatnym Seminarium Nauczycielskim Zgromadzenia ss. Zmartwychwstanek na Żoliborzu w Warszawie. W 1931 r. uzyskała dyplom nauczycielki szkół powszechnych a następnie znalazła pracę w Oszmianie, w województwie wileńskim. W 1934 r. Dudziec przeniosła się do Wilna, gdzie nawiązała kontakt z syjonistycznym żydowskim ruchem skautowym. Równolegle podjęła studia na Wydziale Matematyczno-Przyrodniczym Uniwersytetu Stefana Batorego. Związała się m.in. ze Stowarzyszeniem Katolickiej Młodzieży Akademickiej „Odrodzenie” oraz wstąpiła do starszoharcerskiej gromady „Makrele” przy 13. Drużynie Harcerek w Wilnie (tzw. Czarnej Trzynastki). Jak wspomniała Maria Lenartowicz, kronikarka 13. Wileńskiej Drużyny Harcerek po latachː  
„Mieszkała w najtańszym akademiku, zdaje się przy klasztorze ss. Bernardynek przy ul. Św. Anny, jedząc obiady w cenie 30 groszy. Przez wszystkie te lata zawsze w tym samym płaszczyku, często w zdeptanych tanich pantofelkach. Wszystkie «Makrele» pamiętają Jadzię zawsze uśmiechniętą, pełną serdeczności i życzliwości dla ludzi. Postawa ta była konsekwencją nie tylko głęboko rozumianego życia harcerskiego, ale przede wszystkim mocnej wiary”  
W 1937 r. przebywała na obozie w Bujakowie k. Bielska, rok później zaś w Józefowie pod Warszawą. W 1939 r. ukończyła studia na USB uzyskując dyplom magistra filozofii w zakresie matematyki.

### II wojna światowa
W trakcie II wojny światowej starała się zatrudniać Żydów w prowadzonej przez siebie fabryce chodaków. Z czasem pozwoliła, aby jej mieszkanie, znajdujące się nad warsztatem, służyło za miejsce spotkań członków żydowskiego ruchu oporu. Dzięki swoim kontaktom w polskim podziemiu Dudziec udało się znaleźć kryjówki, uzyskać dla wielu Żydów „aryjskie” papiery i świadectwa pracy. Dudziec między innymi przemycała do getta broń. Nawet po opuszczeniu getta przez żydowskich bojowników z wileńskiego getta utrzymywała z nimi kontakt, a jej dom służył jako miejsce spotkań żydowskich partyzantów. W latach 1941–1944 Jadwiga wielokrotnie zmieniała miejsca zamieszkania.   
Na krótko przed wyzwoleniem w lipcu 1944 r. Dudziec została ranna odłamkiem bomby i konieczna była amputacja nogi. Niestety Dudziec nigdy nie doszła do siebie po operacji, umierając w szpitalu. W swoich wspomnieniach żydowscy bojownicy lasów wileńskich, m.in. Abraham Sutzkewer i Rozhka Korczak, zeznali, że Jadwiga Dudziec była gorliwą katoliczką, której bohaterskie czyny inspirowane były niezachwianą wiarą religijną.  

Jak wspominała po latach jej koleżanka, Wala Sulimowiczː  
„Jeździła do żydowskich oddziałów partyzanckich, woziła do Warszawy broń i dokumenty. Z którejś z tych podróży przywiozła z Warszawy wklejone w dno walizki kartki Kamieni na szaniec Aleksandra Kamińskiego. Pamiętam chwile podniecenia i wzruszenia, gdy wyjmowałyśmy ostrożnie te tajną, wstrząsająca lekturę”.  
Z kolei Gabriela Kosińska zeznałaː
„Przypinając żółtą gwiazdę, wchodziła do getta, wyprowadzała młode Żydówki, by je ukryć na wsi. Ratowała też od zagłady małe dzieci. Jeśli się jej nie udało oddać komuś dziecka na wsi, kołatała do klasztoru ss. Szarytek przy ul. Subocz, które prowadziły Dom Sierot, i nigdy nie spotkała się tam z odmową”.
Była też łączniczką Archidiecezji Wileńskiej z gettami na Wileńszczyźnie. Związana była też z Armią Krajową.

### Upamiętnienie
Jadwiga Dudziec jest pochowana na Cmentarzu Nowa Rossa w Wilnie (sektor 10, nr 429).
Po zakończeniu wojny jej starsza siostra Zofia rozpoczęła poszukiwania poprzez Polski Czerwony Krzyż, zakończone jednak niepowodzeniem. Latem 1948 r. okazało się, że nie żyje. O upamiętnieniu swojej byłej mieszkanki nie zapomina gmina Goworowo. W roku 2016 na tamtejszym cmentarzu parafialnym stanęła tablica pamiątkowa ku jej czci. W tym samym roku poświęcono odrestaurowany – staraniem ambasady RP w Wilnie – nagrobek Dudźcówny na Nowej Rossie w Wilnie.
20 grudnia 2018 roku prezydent RP Andrzej Duda nadał jej pośmiertnie jedno z najwyższych odznaczeń państwowych – Krzyż Komandorski Orderu Odrodzenia Polski. Wręczenie odznaczeń odbyło się 25 marca 2019 roku, w drugą rocznicę ustanowienia Narodowego Dnia Pamięci Polaków ratujących Żydów pod okupacją niemiecką. W roku 2021 również prezydent Litwy Gitanas Nausėda odznaczył pośmiertnie Jadwigę Dudziec Krzyżem Ratowania Ginących.
17 czerwca 1999 r. Instytut Jad Waszem uhonorował Jadwigę Dudziec medalem „Sprawiedliwy wśród Narodów Świata”. Jest jedyną mieszkanką powiatu ostrołęckiego odznaczoną tym tytułem.